# Белите брези (детски екостационар)
Детският екостационар „Белите брези“ е комплексен, детски, информационен,  образователен  и  изложбен  център, в местността Дендрариума, в природен парк „Витоша“. В него се провеждат учебни беседи, за запознаване на децата и учениците, с биологичното разнообразие на Витоша, етнографията на региона  и  местното, културно, и историческо  наследство.

## Архитектура
Самата сграда на екостационара е експозиция, която демонстрира  различни екологични строителни технологии, сред които и традиционни за района на Витоша, отпреди 150-200 години. Сградата е построена, с  използване  на  естествени, местни строителни  материали – камък, дърво и глина, и нискотехнологичен труд.
Към центъра има изградени:
- Музей на мечката;
- Музей на водното конче;
- Музей на совите.

Близо до центъра се намира информационната алея, в местността Игликина поляна. 

## Финансиране и строителство
В Народна република България, в местността е построен пионерски лагер. След Ноемврийския пленум, детският лагер е изоставен. През 2011 – 2012 г., е построен съвременният комплекс, по проект № BG0042 „Възраждане и запазване на традиционни строителни техники и умения, използвани в България”. Проектът е на стойност 480 195 лева, с 85% финансиране от Исландия, Лихтенщайн и Норвегия, чрез Финансовия механизъм на Европейското икономическо пространство, и 15% национално съфинансиране, от България. Официалното откриване и освещаване на комплекса, е извършено на 11 декември 2012 г.